# Ієн Гарт
Ієн Девіс (англ. Ian Davies, нар. 8 жовтня 1964), більш відомий під своїм сценічним ім'ям Ієн Гарт (англ. Ian Hart) — англійський актор театру, телебачення та кіно. Відомий ролями Професора Квірела у фільмі «Гаррі Поттер і філософський камінь» (2001) та отця Беокки в серіалі BBC / Netflix «Останнє королівство» (2015—2022 рр.).

## Життєпис
Ян Девіс народився у Ліверпулі 8 жовтня 1964 року у католицькій сім'ї. Його батько працював на заводі Форд, мати мила посуд на шкільній кухні. У нього є двоє братів.
Ієн відвідував католицьку гімназію для хлопчиків і був членом міського молодіжного театру Everyman. Саме в цій театральній школі Девіс взяв собі прізвище Харт від своєї колеги Барбари Харт. Згодом він вивчав драму у Коледжі музики та драми Мейбл Флетчер Ліверпульського університету. У 18 років він отримав місце в театральній школі в Лондоні, але залишив її після двох тижнів. Певний час він не мав постійної роботи, розвозячи торти та працюючи на кухнях, на фермі та на заводі з виробництва пластмас. З 1988 по 1991 рік він вивчав відеовиробництво в Коледжі Південного Мерсея (South Mersey College).
Дебютував актор у кінематографі в 1983 році з кількох епізодів у маловідомому серіалі «One Summer», однак вперше отримав визнання за роль Джона Леннона спочатку в малобюджетному фільмі «The Hours and Times» (1991), потім в «Backbeat» (1994), який був досить успішним у прокаті, та у телевізійній постановці Playhouse Presents «Snodgrass» (2013).
Серед інших визначних ролей, над якими працював Гарт були спочатку роль професора Квірела у фільмі «Гаррі Поттер і філософський камінь» (2001) (він також озвучив створене CGI обличчя Лорда Волдеморта), потім роль Доктора Ватсона у телевізійних фільмах BBC One у 2002 та у 2004 роках та роль Артура Конан Дойла у фільмі «Чарівна країна» (2004). У 2003 році Ян мав також роль Бетховена у фільмі «Героїчна».
Актор грав Адольфа Гітлера в драмі BBC «The Man Who Crossed Hitler» (2011). У період із 2014 по 2018 роки актор узяв участь у створенні серіалів «Клондайк», «Терор», «Мій божевільний щоденник», а також мав провідну роль отця Беокки у серіалі Netflix «Останнє королівство» (2015-2022 рр.).
Ієн живе зі своєю дружиною Лінн, вчителькою, та має 2 доньок — Дейзі та Холлі.

## Нагороди
- Ієн Гарт отримав Кубок Вольпі за найкращу чоловічу роль другого плану на 52-му Венеціанському міжнародному кінофестивалі в 1995 році за роль у драмі «Nothing Personal».
- У 2000 році Міжнародний кінофестиваль у Карлових Варах був переможцем у категорії найкращий актор за фільм «Абердін».[11]

- У 2004 році був визнаний найкращим актором у повнометражному фільмі на кінофестивалі «Трайбека» за роль у фільмі «Blind Flight».[12]

## Цікаві факти
Ян зізнався в одному з інтерв'ю, що хотів працювати в лісовій комісії лісорубом, якби не став актором:
«Я не жартую! Але вони мене не прийняли, тому що я не мав рівня O-математики.»

«I wanted to work for the Forestry Commission as a lumberjack. I am not joking! But they wouldn't have me because I didn't have maths O-level.»

## Фільмографія
| рік  | назва                                                  | оригінал                                                   | роль |
| ---- | ------------------------------------------------------ | ---------------------------------------------------------- | --- |
| 1983 |                                                        | One Summer                                                 | Rabbit (5 серій) |
| 1985 |                                                        | No Surrender                                               | Uncertain Menace |
| 1986 |                                                        | The Monocled Mutineer                                      | (1 серія) |
| 1988 |                                                        | The Zip                                                    | The son |
| 1989 |                                                        | A View of Harry Clark                                      | Christie |
| 1994 | Бітлз. 4+1                                             | Backbeat                                                   | Джон Леннон |
| 1995 | Земля і свобода                                        | Land and Freedom                                           | Дейв Карр |
| 1995 | Англієць, який піднявся на пагорб, а спустився з гори  | The Englishman Who Went Up a Hill But Came Down a Mountain | Johnny Shellshocked |
| 1995 |                                                        | Clockwork Mice                                             | Steve |
| 1995 | Закохані                                               | Loved Up                                                   | Том |
| 1996 |                                                        | Hollow Reed                                                | Том ДІксон |
| 1996 |                                                        | Nothing Personal                                           | Ginger |
| 1996 | Майкл Коллінз                                          | Michael Collins                                            | Joe O'Reilly |
| 1997 | Золото на вулицях                                      | Gold In The Streets                                        | Дес |
| 1997 | Робінзон Крузо                                         | Robinson Crusoe                                            | Данієль Дефо |
| 1997 | Моджо                                                  | Mojo                                                       | Міккі |
| 1998 | Хлопчик-м'ясник                                        | The Butcher Boy                                            | Uncle Arlo |
| 1998 | Жаби для змій                                          | Frogs for Snakes                                           | Куїнт |
| 1998 |                                                        | Monument Ave.                                              | Mouse |
| 1998 | Бі-Манкі                                               | B. Monkey                                                  | Стів Девіс |
| 1998 | Ворог держави                                          | Enemy of the State                                         | Бінгем |
| 1999 | Цьогорічне кохання                                     | This Year's Love                                           | Ліам |
| 1999 |                                                        | Wonderland                                                 | Dan |
| 1999 | Кінець роману                                          | The End of the Affair                                      | Містер Паркіс |
| 2000 | Довгота                                                | Longitude                                                  | Вільям Гаррісон |
| 2000 |                                                        | Best                                                       | Nobby Stiles |
| 2000 | Абердін                                                | Aberdeen                                                   | Клайв |
| 2000 | Народжений романтиком                                  | Born Romantic                                              | другий водій таксі |
| 2000 |                                                        | Spring Forward                                             | Fran |
| 2000 | Зближення                                              | The Closer You Get                                         | Кіран О'Доннелл |
| 2001 | Ліам                                                   | Liam                                                       | Батько |
| 2001 | Вилитий Сінатра                                        | Strictly Sinatra                                           | Тоні Кокоцца |
| 2001 | Гаррі Поттер і філософський камінь                     | Harry Potter and the Philosopher's Stone                   | Професор Квірел/озвучування голосу Волдеморта                                                                                |
| 2002 | Убий мене ніжно                                        | Killing Me Softly                                          | Старший офіцер поліції |
| 2002 | Батько помер                                           | Dad's Dead                                                 | Оповідач (голос) |
| 2002 | Собака Баскервілів                                     | The Hound of the Baskervilles                              | Доктор Ватсон |
| 2003 | Героїчна                                               | Eroica                                                     | Людвіг ван Бетховен |
| 2003 | У лігвищі лева                                         | Den of Lions                                               | Роб Шепард |
| 2003 | Нахаба                                                 | Cheeky                                                     | Алан |
| 2004 |                                                        | Blind Flight                                               | Brian Keenan |
| 2004 | Чарівна країна                                         | Finding Neverland                                          | Артур Конан Дойл |
| 2004 | Нитки                                                  | Strings                                                    | Грак (голос) |
| 2004 | Шерлок Голмс і справа про шовкову панчоху              | Sherlock Holmes and the Case of the Silk Stocking          | Доктор Ватсон |
| 2005 | Трістрам Шенді: Історія півника та бичка               | A Cock and Bull Story                                      | Джо |
| 2005 | Сніданок на Плутоні                                    | Breakfast on Pluto                                         | PC Wallis |
| 2005 | Жовта преса                                            | Rag Tale                                                   | Морф |
| 2005 | Повернення містера Ріплі                               | Ripley Under Ground                                        | Бернард Сейлс |
| 2006 |                                                        | Carry on Ken                                               | у ролі самого себе |
| 2006 | Незаймана королева                                     | The Virgin Queen                                           | Вільям Сесіл (4 серії) |
| 2007 | Бруд                                                   | Dirt                                                       | Дон Конкі (20 серій) |
| 2009 |                                                        | Morris: A Life with Bells On                               | Endeavour |
| 2009 |                                                        | A Boy Called Dad                                           | Джо |
| 2009 |                                                        | Moving On/Dress to Impress                                 | Jake |
| 2009 | Батько і син                                           | Father & Son                                               | Тоні Конрой (4 серії) |
| 2009 | У вирі                                                 | Within the Whirlwind                                       | Бейлін |
| 2010 |                                                        | Five Daughters                                             | DCS Stewart Gull (3 серії)                                                                                                   |
| 2010 | Коли Гарві зустрів Боба                                | When Harvey Met Bob                                        | Гарві Голдсміт |
| 2011 |                                                        | The Man who Crossed Hitler                                 | Адольф Гітлер |
| 2012 | Удача                                                  | Luck                                                       | Лонні Макійнері (9 серій) |
| 2012 |                                                        | Hard Boiled Sweets                                         | Джойс |
| 2012 | Елементарно                                            | Elementary                                                 | як Професор Бейнс (1 серія)                                                                                                  |
| 2013 | Мій божевільний щоденник                               | My Mad Fat Diary                                           | Доктор Кестер Гілл (16 серій)                                                                                                |
| 2013 | Мотель Бейтсів                                         | Bates Motel                                                | як Вілл Декоді (2 серії) |
| 2013 | Бестія                                                 | Rogue                                                      | як Бадді Вілсон (10 серій)                                                                                                   |
| 2013 |                                                        | Snodgrass                                                  | Джон Леннон |
| 2013 | Міст                                                   | The Bridge                                                 | як CIA Agent Buckley (2 серії) як Stephanie Sigman CIA Agent Buckley(1 серія) як David Tate(3 серії) як Man in car (1 серія) |
| 2013 | Агенти Щ.И.Т.                                          | Agents of S.H.I.E.L.D.                                     | як Доктор Франклін Холл (1 серія)                                                                                            |
| 2014 | Клондайк                                               | Klondike                                                   | як Соупі Сміт (3 серії) |
| 2014 | Водій                                                  | The Driver                                                 | як Колін Вайн (3 серії) |
| 2015 | З іншого тіста                                         | Dough                                                      | Віктор Джеррард |
| 2015 |                                                        | Urban Hymn                                                 | Іан Вілсон |
| 2015 | Останнє Королівство                                    | The Last Kingdom                                           | Отець Беокка (27 серій) |
| 2016 | Джонно— небіжчик                                       | Johnno's Dead                                              | |
| 2016 | Вініл                                                  | Vinyl                                                      | як Пітер Грант (1 серія) |
| 2016 | Таємний агент                                          | The Secret Agent                                           | як Професор (3 серії) |
| 2017 | UK18                                                   | UK18                                                       | Даррен |
| 2017 | Земля божа                                             | God's Own Country                                          | Мартін Саксбі |
| 2017 | Сталева зірка                                          | Tin Star                                                   | як Майкл Райан (2 серії) |
| 2018 |                                                        | Native                                                     | |
| 2018 | Терор                                                  | The Terror                                                 | як Томас Бланкі (10 серій)                                                                                                   |
| 2018 | Сучасне життя— це сміття                               | Modern Life Is Rubbish                                     | Кривий |
| 2018 |                                                        | Dusty and Me                                               | Big Eddie Springfield |
| 2018 | Марія— королева Шотландії                              | Mary Queen of Scots                                        | Лорд Мейтленд |
| 2020 | Втеча з Преторії                                       | Escape from Pretoria                                       | Дені Голдберг |
| 2021 | Берег москітів                                         | The Mosquito Coast                                         | як Білл Лі (13 серій) |
| 2021 | Допомога                                               | Help                                                       | Стів |
| 2022 | Гаррі Поттер 20 років по тому: Повернення до Гоґвортсу | Harry Potter 20th Anniversary: Return to Hogwarts          | у ролі самого себе |
| 2022 | Нічні виклики                                          | The Responder                                              | як Карл Суїні (2 серії) |
| 2022 |                                                        | Left Over                                                  | Mick |
| 2022 |                                                        | The Hours and Times                                        | Джон Леннон |
| 2022 | Марлоу                                                 | Marlowe                                                    | Джо Грін |